# アイ・リメンバー・ユー (1941年の曲)
「アイ・リメンバー・ユー」（I Remember You）は、1941年に発表された曲。作曲は、ヴィクター・シャーツィンガー、歌詞はジョニー・マーサーによって書かれた。 

## 歴史
「IRememberYou」は、映画「艦隊入港」 （ 1942年）で紹介されたいくつかの曲の1つ。 ドロシー・ラムーアはジミー・ドーシー・オーケストラと一緒に歌を吹き込んだ。 

## 主なレコーディング
オーストラリアの歌手フランク・アイフィールドは、1962年にヨーデルカントリーミュージックスタイルでこの曲を録音。 、イギリス国内で110万部を売り上げ､全英シングルチャート1位を記録。 7週間に渡って1位を記録している。 また、US Billboard Hot 100で5位、USイージーリスニングチャートでも1位になった。 
ビートルズもキャリア初期にでステージでこの曲をカバーし、1962年12月にハンブルクのスタークラブでアマチュアのテーピングが行われた。海賊盤「 Live！at the Star-Club in Hamburg、Germany; 1962 」で最終的に公開された。 
グレン・キャンベルは1987年のアルバムでこの曲をカバー。キャンベルのバージョンは1988年にビルボードホットカントリーシングルチャートの32番でピークに達し
ビョークは、1993年のシングルでハープを伴うアコースティックストリップダウンカバーを録音した。